# بارکارل

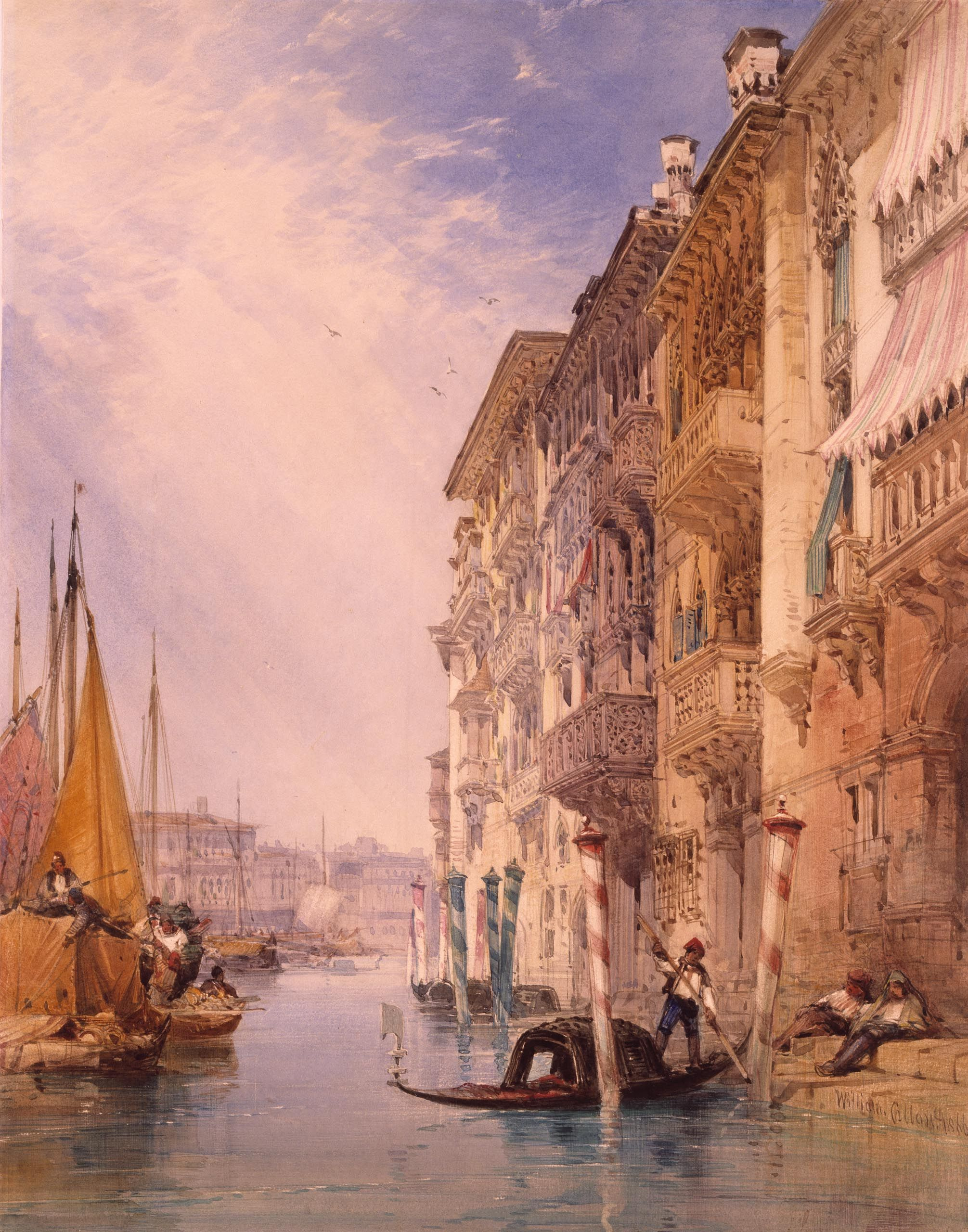
کاور مربوط به موزیک

بارکارُل (‎/ˈbɑːrkəˌroʊl/‎؛ از فرانسوی، همچنین barcarole؛ در اصل، بارکارُلا یا بارکاروآلا ایتالیایی، از بارکا «قایق»)  یک آهنگ سنتی است که با آواز گوندولاران‌های ونیزی، یا با آهنگی شبیه به سبک آن آوازها شناخته می‌شود. در موسیقی کلاسیک، دو تا از معروف‌ترین بارکارل‌ها عبارتند از: «شب زیبا، آه شب عشق» اثر ژاک اُفنباخ (بخشی از اپرای افسانه‌های هافمن) و «بارکارل در فا دیز ماژور» اثر فردریک شوپن برای تک‌نوازی پیانو.